# Richard Hughes (pisarz)
Richard Arthur Warren Hughes (ur. 19 kwietnia 1900 w Weybridge, zm. 28 kwietnia 1976 w Harlech) – brytyjski pisarz pochodzenia walijskiego, Oficer Orderu Imperium Brytyjskiego, autor utworów poetyckich, powieści, opowiadań dla dzieci, sztuk teatralnych oraz pierwszego na świecie słuchowiska radiowego.

## Życiorys
Jego rodzicami byli urzędnik służby cywilnej Arthur Hughes i Louise Grace Warren, która dorastała na Jamajce. Ukończył szkołę średnią Chaterhouse oraz studia w Oriel College w Oksfordzie.
Pisać zaczął w szkole średniej. Podczas studiów w Oksfordzie opublikował dwa tomiki wierszy, był także współredaktorem publikacji Oxford’s Poetry z 1921. W okresie studiów napisał też sztukę The Sister’s Tragedy, która została wystawiona na West Endzie w Royal Court Theatre w 1922. W 1924 na podstawie jego sztuki Danger, napisanej dla radia, powstało pierwsze słuchowisko na świecie, które nadała rozgłośnia BBC.
Po studiach pracował jako dziennikarz i dużo podróżował – po Kanadzie, Stanach Zjednoczonych, Antylach i Maroku. W tym okresie napisał też swoją najsłynniejszą powieść Orkan na Jamajce, o grupie dzieci, które okazują się bardziej amoralne od piratów, którzy je porwali. W 1932 ożenił się z malarką Frances Bazley. Podczas II wojny światowej służył w Admiralicji Królewskiej Marynarki Wojennej za co został odznaczony Orderem Imperium Brytyjskiego. W okresie powojennym pisał scenariusze dla Ealing Studios. Ponownie zaczął publikować w 1961 – zaplanował napisać trylogię The Human Predicament. Zdołał jednak stworzyć tylko dwie części (The Fox in the Attic i The Wooden Shepherdess) – trzeciej nie ukończył. Zmarł w Walii w 1976.

## Publikacje
Powieści i opowiadania
- A Moment of Time (1926)
- A High Wind in Jamaica lub The Innocent Voyage (1929) – wyd. pol. Orkan na Jamajce, Rój 1933, tłum. J. P. Zajączkowski oraz KiW 1968, tłum. Ariadna Demkowska-Bohdziewicz
- The Spider’s Palace (1931) – opowiadania dla dzieci
- An Omnibus (1931) – antologia
- In Hazard (1938) – wyd. pol. Huragan, PIW 1967, tłum. Tadeusz Borysiewicz
- Don’t Blame Me (1940) – opowiadania dla dzieci
- The Fox in the Attic (1961) – I część trylogii Human Predicament
- Gertrude’s Child (1966) – opowiadania dla dzieci
- The Wooden Shepherdess (1973) – II część trylogii Human Predicament
- The Wonder Dog (1977) – opowiadania dla dzieci
- In the Lap of Atlas (1979) – zbiór opowiadań

Sztuki teatralne
- The Sister’s Tragedy (1922)
- Danger (1924)

Poezje
- Gipsy Night and Other Poems (1922)
- Confession Juvenis (1926)

## Ekranizacje
W 1965 wszedł na ekrany amerykański film fabularny pt. A High Wind in Jamaica, zrealizowany na podstawie noszącej ten sam tytuł powieści Hughesa. Obraz wyreżyserował Alexander Mackendrick, a w rolach głównych wystąpili Anthony Quinn i James Coburn.